# Otomys maximus
Otomys maximus és una espècie de mamífer rosegador de la família dels múrids. Viu a Angola, Botswana, Namíbia, Zàmbia i Zimbàbue. Anteriorment se'l considerava una subespècie de O. irroratus, però més recentment se l'ha considerat una subespècie de O. angoniensis o una espècie a part. Aquesta última opció té el suport de les dades taxonòmiques més recents.